# Ferran Palau (músic)
|  | Per a altres significats, vegeu «Ferran Palau». |

Ferran Palau   (Esparreguera, 24 de gener de 1983) és un músic i compositor català que ha viscut a Collbató des dels tres anys. L'any 2003 va ser un dels fundadors del grup de música Anímic amb al seva parella Louise Sansom. En paral·lel, el 2012 va començar la seva carrera en solitari, inicialment amb un estil folk i de cançó d'autor que ha derivat cap a l'indie pop i la música alternativa, amb un estil propi que defineix com a easy-loving.

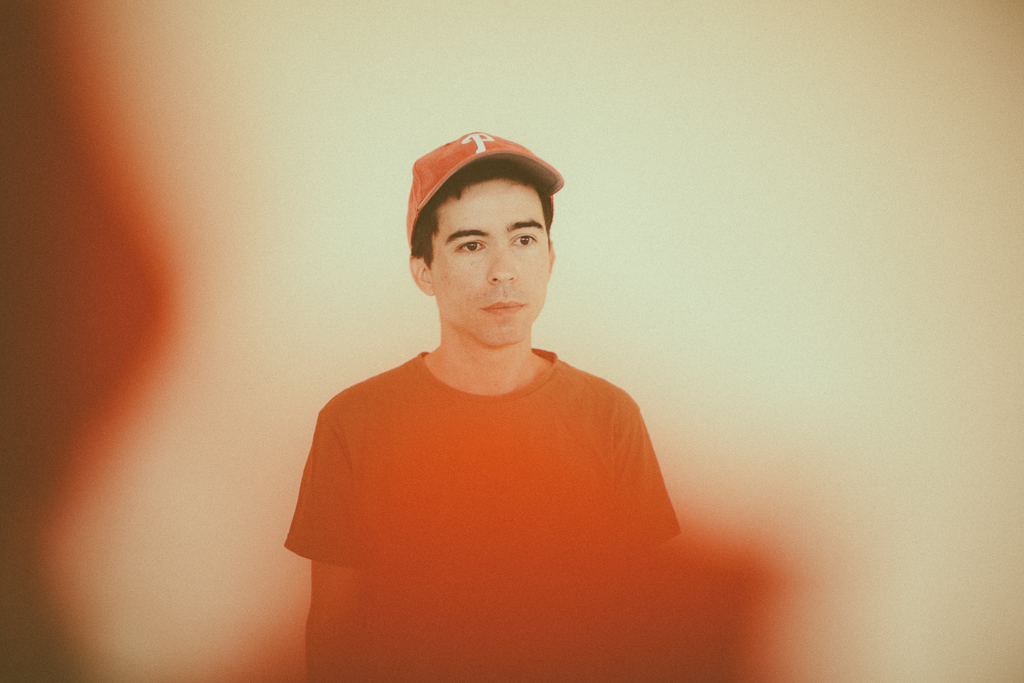

El 3 de maig de 2024 va publicar Plora aquí, amb producció de Jordi Matas i Sr. Chen, un àlbum carregat de criatures fantàstiques i paisatges naturals inspirat en el cinema de les dècades del 1980 i 1990, on l’aspecte visual pren un paper protagonista.
La seva música s'ha descrit de vegades com a «pop metafísic amb tendències minimalistes», i es compara amb l'estil d'El Petit de Cal Eril i el del grup Marialluïsa. Justament, la seva banda està formada pels components: Jordi Matas (guitarra), Malcus Codulà (bateria), Emíli Bosch (teclats,samplers) i Jordi Bosch (baix).

## Discografia
- L'aigua del rierol (Amniòtic Records, 2012)[10]
- Santa Ferida (Halley Records, 2015), amb El Petit de Cal Eril[11]
- Blanc (Halley Records, 2018),[12] on torna a comptar amb la col·laboració d'El Petit de Cal Eril[13]
- Kevin (Hidden Track Records, 2019)
- Cel Clar (Hidden Track Records, 2020)
- Parc (Hidden Track Records, 2021). Els videoclips de les cançons d'aquest àlbum són un homenatge a les pel·lícules de terror de la dècada del 1980[3]
- Joia (Hidden Track Records, 2021)[14]
- Plora aquí (Hidden Track Records, 2024)[15]